# Club Social y Deportivo Sol de Mayo
El Club Social y Deportivo Sol de Mayo es una entidad de la ciudad de Viedma, capital de la provincia de Río Negro, Argentina. Cuenta con un equipo de fútbol masculino que actualmente se desempeña en el Federal A, tercera división del fútbol Argentino para los equipos afiliados indirectamente a la AFA.
Además forma parte de Alianza Viedma, que compite en la segunda categoría del básquet nacional.
El equipo de fútbol juega el Torneo Federal A desde 2018, tras haber conseguido el ascenso frente a Ferro de Olavarría en el Torneo Federal B 2017.
El 26 de febrero de 2019, por la Copa Argentina, eliminó por penales, tras haber empatado el partido, a Rosario Central, de la Primera División y vigente campeón de dicha copa.

## Historia
El Club Sol de Mayo, fue fundado el 2 de agosto de 1920 por exalumnos del colegio San Francisco de Sales de la ciudad de Viedma. Esos exalumnos que fundaron la institución fueron Próspero Entraigas, Miguel Urrutia, Severo La Canale, Manuel Linares, Víctor Ubicaín, Primo Guidi, Francisco Mondillo y el sacerdote Pedro Telmo Ortiz.
El club dependió del centro de exalumnos de su antiguo colegio hasta el 24 de marzo de 1924, cuando se desvinculó para desarrollarse de manera independiente.
En 1935 el club compró (gracias a la colaboración de los socios) un terreno ubicado en la Avenida Costanera, para construir su propia cancha. El lugar estuvo listo para ser utilizado en 1939. El campo de deportes permitió también comenzar con la práctica de baloncesto.

### Torneo Regional de AFA
Su primera presentación en un torneo de AFA sería para el Regional de 1970, donde en la primera etapa enfrentaría a All Boys de Santa Rosa. Tras empatar 0-0 en la ida, el conjunto Albiceleste caería 3-1 como visitante, suponiendo esto la eliminación inmediata de dicho certamen.

### Participaciones en el Torneo del Interior
Tras una destacada actuación en la Liga Rionegrina de Fútbol, accedió al Torneo del Interior 1986-87, correspondiente a la tercera categoría del fútbol argentino, quedando eliminado en la primera etapa.
Volvió a participar en la edición 1987-88, donde también fue eliminado en la fase inicial tras competir en la Zona Sur, junto a otros representantes de la Patagonia.
Su última participación fue en la edición 1992-93, en la que fue ubicado en el Grupo A de la Región Sur. Finalizó en el tercer puesto sobre cuatro equipos, lo que le valió la eliminación del certamen, ya que clasificaban los dos primeros.

### Seguidilla de logros
En el año 2005 se consagró campeón de la Liga Rionegrina de Fútbol, clasificándose para participar del Torneo del Interior en la temporada 2006-2007.
Luego de una temporada en el Torneo del Interior descendió a la Liga Rionegrina nuevamente. Luego de 3 años se consagró campeón a falta de una fecha en el Torneo Oficial de la Liga Rionegrina de Fútbol 2011, al proporcionarle una goleada por 4-1 a su rival Villa Congreso de la ciudad de Viedma. De esta forma el equipo albiceleste consiguió una plaza, nuevamente para competir en el Torneo del Interior, para participar en la Temporada 2012, pero fue invitado a participar del Torneo Argentino B (4ª división argentina). El club acepta, y compitió desde la edición 2012/13 hasta la edición 2017 de forma ininterrumpida en este torneo (7 temporadas seguidas). Finalmente, en el Torneo Federal B 2017, clasifica a las fases de eliminación directa como puntero de su grupo, ganando todos los mano a mano hasta la final, donde tras vencer por 0-1 y 2-1 (como visitante y local, respectivamente) a Racing de Olavarría en la final, asciende, por primera vez en su historia, al Torneo Federal A (3ª división argentina para equipos indirectamente afiliados).
Sol de Mayo fue uno de los 64 equipos que disputaron los Treintaidosavos de final de la Copa Argentina 2016-17 luego de eliminar en la Primera fase a Germinal, en segunda ronda a Jorge Newbery (CR), y en tercera ronda a Club Bella Vista de Bahía Blanca. Allí enfrentó a Defensa y Justicia, siendo esto un hecho histórico ya que fue la primera vez en la historia que un equipo de la Comarca disputó esa instancia del certamen, además por primera vez en su historia, Sol de Mayo enfrentó a un equipo de la Primera División del fútbol argentino. El resultado fue una derrota por 3 a 0.
La temporada 2017 del Federal B fue histórica para el conjunto viedmense porque clasificó a la segunda fase disputando partidos por el ascenso y ganando por 6 a 2 (global) a Huracán de Comodoro Rivadavia en los cuartos de final y a Deportivo Rincón por penales (5 a 4) después de empatar los dos partidos.
En la final ganó 0-1 en cancha de Club Ferrocarril Roca (Las Flores) y en la vuelta, en Viedma, logró ganar 2-1 con goles de Maximiliano Tunessi, jugador que había conseguido el premio al goleador de la Copa Argentina 2017. De esta forma, el club rionegrino sería el único representante de Viedma y el tercer representante de Río Negro, junto a Club Cipolletti y Club Deportivo Roca en el Torneo Federal A.
El 26 de febrero de 2019, por la Copa Argentina, Sol de Mayo enfrentó a Rosario Central, de la Primera División y vigente campeón del torneo. El partido se jugó en el estadio Brigadier General Estanislao López y lo comenzó ganando con gol de Federico Alberto Reyes a los 44 minutos, luego a los 54, Lucas Malacarne aumentó la cifra; a los 62 y 65 minutos Claudio Riaño empató el partido hasta un 2-2 final. En la definición con tiros desde el punto penal Sol de Mayo se impuso 5-4. En los dieciseisavos debe enfrentar a Colón, de Santa Fe.

## Datos del club

### Participaciones en torneos de AFA y el Consejo Federal
Participaciones en la primera categoría (0):
Participaciones en la segunda categoría (1)
- Torneo Regional clasificatorio al Torneo Nacional (1):
  - Torneo Regional 1970

Participaciones en la tercera categoría (8)
- Torneo del Interior (3):
  - Torneo del Interior 1986/87
  - Torneo del Interior 1987/88
  - Torneo del Interior 1992/93
- Torneo Federal A (5):
  - Torneo Federal A 2018-19
  - Torneo Federal A 2019-20'[5]
  - Torneo Federal A 2020
  - Torneo Federal A 2021
  - Torneo Federal A 2022
  - Torneo Federal A 2023

Participaciones en la cuarta categoría (6)
- Torneo Argentino B (2):
  - Torneo Argentino B 2012-13
  - Torneo Argentino B 2013-14
- Torneo Federal B (4):
  - Torneo Federal B Transición 2014
  - Torneo Federal B 2015
  - Torneo Federal B Complementario 2016
  - Torneo Federal B 2017

Participaciones en la quinta categoría (4)
- Torneo del Interior (4)
  - Torneo del Interior 2006
  - Torneo del Interior 2007
  - Torneo del Interior 2008
  - Torneo del Interior 2012[6]

## Colores
Los colores del club son el celeste y el blanco y, aunque no hay registros escritos sobre quiénes fueron los impulsores de esta combinación, se entiende que es debido a los colores de la bandera de Argentina, siendo un complemento al significado del nombre, sugerido por el padre Ortiz como alusión patriótica. En la actualidad la camiseta es blanca, con rayas horizontales celestes, aunque el diseño fue cambiando a lo largo de los años.
Al 15 de abril de 2021, su indumentaria es confeccionada por la marca Coach.

## Instalaciones
El club cuenta con dos predios deportivos, uno ubicado en la esquina de las calles 25 de Mayo y Alsina. Allí se practica gimnasia artística, vóley y básquet, estando anexado un estadio para realizar estos últimos deportes con una capacidad de 900 personas.
El otro predio polideportivo, está situado en las calles Avenida Costanera y Don Bosco. En este lugar se practica fútbol, tenis, hockey, rugby, natación y tenis de mesa.

## Básquet
El plantel del club vienen disputando varias finales y es dos veces tricampeón en los últimos 3 años. Esta confirmada su participación en el Torneo Federal de Básquet (TFB) de la próxima edición 2017/2018. El plantel para el (TFB) está conformado por estos doce jugadores: Lucas Palacio (Mayor), Lucas Bianco (Mayor), Mauro Bianco (Mayor), Sebastián Fermanelli (Mayor), Juan Querejeta (Mayor), Agustín Sosa (Mayor), Agustín Schander (Sub-23), Ezequiel Dupuy (sub-21), Joaquín Scale (Juvenil), Tomas Saizar (Juvenil), Franco Pappatico (Juvenil), Juan Pastor (Juvenil).